# الیت/بانی‌بروک/منچستر (کلگری)
الیت/بانی‌بروک/منچستر/کالگاری (به انگلیسی: Alyth/Bonnybrook/Manchester, Calgary) یک منطقهٔ مسکونی در کانادا است که در آلبرتا واقع شده‌است.

## خصوصیات
الیت/بانی‌بروک/منچستر/کالگاری ۲۵۲ نفر جمعیت دارد و ۱٬۰۴۵ متر بالاتر از سطح دریا واقع شده‌است.